# Hôtel de ville d'Antananarivo
L'hôtel de Ville d'Antananarivo (malgache : Lapan'ny Tanàna) est le bâtiment qui héberge les institutions municipales d'Antananarivo de 1935 à 1972 et depuis 2010.

## Situation et accès
L'Hôtel de ville d'Antananarivo se situe sur l'avenue de l'Indépendance dans le quartier d'Analakely.
Il est desservi par les lignes 129, 134 et 196 du réseau de transport urbain de la capitale.

## Histoire

### De sa construction à son incendie
L'ancien hôtel de ville d'Antananarivo a été construit entre 1935 et 1936, sous la direction de l'architecte français Jean Henri Collet de Cantalou (1894-1964). Le bâtiment est de style Art déco, avec une façade en pierre blanche et des arcades en fer forgé.
L'hôtel de ville a été inauguré le 13 mai 1936, par le gouverneur général de Madagascar, Léon Cayla. Il abrite les bureaux de la mairie d'Antananarivo, ainsi que des salles de réception et des espaces culturels.
L'hôtel de ville a été incendié le 13 mai 1972, lors des émeutes qui ont éclaté à Antananarivo pour protester contre la politique du président Philibert Tsiranana.

### De 1972 à 2008
L'incendie ayant détruit le bâtiment, et faute de budget, l'hôtel de Ville n'a pas pu être reconstruit avant 2011. En effet, les autorités municipales n'ont pas accordé la priorité à sa reconstruction, préférant concentrer leurs efforts sur d'autres projets, comme le financement d'un État providence par les maires socialistes de la IIe République.
De plus il n'y avait pas de consensus sur le projet de reconstruction. Il y avait un débat entre les partisans d'une reconstruction à l'identique et ceux qui souhaitaient un bâtiment plus moderne, ce qui a retardé la prise de décision sur le projet.
Ce n'est qu'en 2008, avec l'élection d'Andry Rajoelina à la mairie d'Antananarivo, que les conditions ont été réunies pour commencer les travaux de reconstruction.
Entre temps, les institutions municipales de la capitale malgache furent hébergées dans les bâtiments du Fivondronana à Ankadilalana, près du quartier de Tsimbazaza.

### Bâtiment actuel
Le nouvel hôtel de ville d'Antananarivo a été construit en 2011, à l'emplacement de l'ancien. Le bâtiment a été conçu par l'architecte malgache Mamy Rajaobelina.
Celui-ci est de style Art déco, dans la continuité de l'ancien hôtel de ville. 
Le bâtiment a été inauguré le 11 décembre 2010, par le maire d'Antananarivo, Andry Rajoelina. Il abrite les bureaux de la mairie d'Antananarivo, ainsi que des salles de réception et des espaces culturels.

## Description
L'hôtel de ville est un bâtiment imposant, qui mesure 70 mètres de long et 30 mètres de large. Il compte trois étages, dont le rez-de-chaussée est ouvert au public, où l'on trouve la salle des mariages, la salle des délibérations du conseil municipal, ainsi qu'un espace d'exposition.
Au premier étage, se situent les bureaux des élus municipaux et des fonctionnaires. 
Au deuxième étage, on trouve des salles de réunion et des salles de conférence.